# 48. македонска дивизија НОВЈ
48. македонска дивизија НОВЈ формирана је 28. септембра 1944. године у селу Пласница код Кичева. При оснивању су у њен састав ушле Прва, Шеста и Петнаеста македонска бригада и Четврта шиптарска бригада. Средином октобра 1944. године, ушла је у састав Петнаестог корпуса НОВЈ.

## Командни састав
Командни састав дивизије чинили су:
- Петар Брајовић, командант
- Чеде Филиповски, командант од 13. октобра 1944.
- Боро Милевски, командант од 6. децембра 1944.

Политички комесари:
- Перо Ивановски, политички комесар
- Ђоре Велковски, политички комесар од 13. октобра 1944.
- Боро Чаушев, политички комесар од 6. децембра 1944.
- Ратко Родовић, политички комесар од марта 1945.
- Петар Пепељуговски, политички комесар од априла 1945.

## Борбени пут
Учествовала је у ослобођењу Охрида, 7. новембра, и Струге, 8. новембра 1944. године, а ослободила Кичево и Гостивар. Почетком јануара 1945. године, у њен су састав ушле Прва, Друга и Четрнаеста македонска и Друга артиљеријска бригада.
Такође је учествовала у пробијању Сремског фронта и у свим борбама за коначно ослобођење Југославије. Борбени пут је завршила у Цељу и Дравограду. Током враћања у Македонију, у Босни и Херцеговини је учествовала у чишћењу терена од преосталих четничких и усташких формација.